# Олден Санборн
Олден Санборн (англ. Alden Sanborn, 22 травня 1899 — 1 грудня 1991) — американський академічний веслувальник.
Олімпійський чемпіон 1920 року в складі вісімки.